# Michael Pierce
Michael Pierce (geboren am 6. November 1992 in Daphne, Alabama) ist ein ehemaliger US-amerikanischer American-Football-Spieler auf der Position des Defensive Tackles. Er spielte College Football für die Tulane University und die Samford University. In der National Football League (NFL) war Pierce für die Baltimore Ravens und die Minnesota Vikings aktiv.

## College
Pierce wurde in Daphne, Alabama, geboren und besuchte dort die Highschool. Ab 2011 ging er auf die Tulane University, um für die Green Wave zu spielen, für die sein Vater Michael Pierce Sr. Ende der 1980er-Jahre als Runningback gespielt hatte. Wegen schlechter akademischer Leistungen verlor er nach seinem Jahr als Freshman die Spielberechtigung. Zur Saison 2013 wechselte er auf die Samford University und spielte anschließend drei Jahre für die Samford Bulldogs in der zweitklassigen NCAA Division I Football Championship Subdivision (FCS). Insgesamt bestritt Pierce 47 Spiele am College, davon 13 für die Tulane Green Wave und 34 für die Samford Bulldogs.

## NFL
Im NFL Draft 2016 wurde Pierce nicht ausgewählt, die Baltimore Ravens nahmen ihn als Undrafted Free Agent unter Vertrag. Ihm gelang der Sprung in den Kader für die Regular Season, in der er als Rookie alle 16 Spiele bestritt und einmal als Starter auflief. Dabei gelangen ihm 35 Tackles und zwei Sacks. Nachdem die Ravens vor der Saison 2017 Timmy Jernigan per Trade abgaben, ging Pierce als Stammspieler auf der Position des Nose Tackles in seine zweite NFL-Saison. In der Saison 2018 setzten die Ravens Pierce als Rotationsspieler ein, nach dem Auslaufen seines Vertrags hielten sie ihn mit einem Second-Round Tender, womit er etwa drei Millionen Dollar für die Saison 2019 erhielt. Wegen mangelnder Fitness und Übergewichts verpasste er 2019 einen Teil der Saisonvorbereitung.
Im März 2020 unterschrieb Pierce nach seinem Vertragsende in Baltimore einen Dreijahresvertrag über 27 Millionen Dollar bei den Minnesota Vikings. In Minnesota sollte er Linval Joseph ersetzen. Am 28. Juli 2020 gab Pierce bekannt, dass er in der Saison 2020 wegen der COVID-19-Pandemie in den Vereinigten Staaten nicht spielen würde. Pierce ist Asthmatiker und wollte sich daher nicht dem Risiko einer Ansteckung aussetzen. In der Saison 2021 kam Pierce verletzungsbedingt nur in acht Spielen zum Einsatz, konnte aber überzeugen, wenn er auf dem Feld stand. Dennoch wurde er am 15. März 2022 von den Vikings entlassen, um Cap Space zu sparen.
Daraufhin kehrte Pierce zu den Baltimore Ravens zurück. Wegen eines Bizepsrisses endete die Saison 2022 für Pierce allerdings bereits nach drei Spielen. In der Saison 2023 war er in allen 17 Spielen der Regular Season und verlängerte seinen Vertrag in Baltimore im Januar 2024 um zwei Jahre. In der Saison 2024 ging die Spielzeit von Pierce deutlich zurück, so spielte er nur bei 32 % aller defensiven Spielzüge. Am letzten Spieltag der Saison gelang ihm gegen die Cleveland Browns eine Interception bei einem Pass von Bailey Zappe. Nach der Saison gab Pierce am 12. März 2025 sein Karriereende bekannt.

### NFL-Statistiken
| Saison                             | Saison | Spiele                                           | Spiele                                           | Tackles                                          | Tackles                                          | Tackles                                          | Tackles                                          | Interceptions                                    | Interceptions                                    | Interceptions                                    | Interceptions                                    | Interceptions                                    | Fumbles                                          | Fumbles                                          | Fumbles                                          |                                                  |
| Jahr                               | Team   | Spiele                                           | als Starter                                      | Gesamt                                           | Solo                                             | Ast                                              | Sacks                                            | PD                                               | INT                                              | Yds                                              | Lng                                              | TD                                               | FF                                               | FR                                               | TD                                               |                                                  |
| ---------------------------------- | ------ | ------------------------------------------------ | ------------------------------------------------ | ------------------------------------------------ | ------------------------------------------------ | ------------------------------------------------ | ------------------------------------------------ | ------------------------------------------------ | ------------------------------------------------ | ------------------------------------------------ | ------------------------------------------------ | ------------------------------------------------ | ------------------------------------------------ | ------------------------------------------------ | ------------------------------------------------ | ------------------------------------------------ |
| 2016                               | BAL    | 16                                               | 1                                                | 35                                               | 19                                               | 16                                               | 2,0                                              | 1                                                | 0                                                | 0                                                | 0                                                | 0                                                | 0                                                | 0                                                | 0                                                |                                                  |
| 2017                               | BAL    | 16                                               | 13                                               | 49                                               | 32                                               | 17                                               | 1,0                                              | 0                                                | 0                                                | 0                                                | 0                                                | 0                                                | 0                                                | 2                                                | 0                                                |                                                  |
| 2018                               | BAL    | 14                                               | 2                                                | 32                                               | 20                                               | 12                                               | 0,0                                              | 1                                                | 0                                                | 0                                                | 0                                                | 0                                                | 0                                                | 1                                                | 0                                                |                                                  |
| 2019                               | BAL    | 14                                               | 14                                               | 35                                               | 19                                               | 16                                               | 0,5                                              | 0                                                | 0                                                | 0                                                | 0                                                | 0                                                | 0                                                | 1                                                | 0                                                |                                                  |
| 2020                               | MIN    | kein Einsatz, da Opt-Out wegen COVID-19-Pandemie | kein Einsatz, da Opt-Out wegen COVID-19-Pandemie | kein Einsatz, da Opt-Out wegen COVID-19-Pandemie | kein Einsatz, da Opt-Out wegen COVID-19-Pandemie | kein Einsatz, da Opt-Out wegen COVID-19-Pandemie | kein Einsatz, da Opt-Out wegen COVID-19-Pandemie | kein Einsatz, da Opt-Out wegen COVID-19-Pandemie | kein Einsatz, da Opt-Out wegen COVID-19-Pandemie | kein Einsatz, da Opt-Out wegen COVID-19-Pandemie | kein Einsatz, da Opt-Out wegen COVID-19-Pandemie | kein Einsatz, da Opt-Out wegen COVID-19-Pandemie | kein Einsatz, da Opt-Out wegen COVID-19-Pandemie | kein Einsatz, da Opt-Out wegen COVID-19-Pandemie | kein Einsatz, da Opt-Out wegen COVID-19-Pandemie | kein Einsatz, da Opt-Out wegen COVID-19-Pandemie |
| 2021                               | MIN    | 8                                                | 8                                                | 20                                               | 12                                               | 8                                                | 3,0                                              | 0                                                | 0                                                | 0                                                | 0                                                | 0                                                | 1                                                | 0                                                | 0                                                |                                                  |
| 2022                               | BAL    | 3                                                | 3                                                | 6                                                | 4                                                | 2                                                | 0,0                                              | 0                                                | 0                                                | 0                                                | 0                                                | 0                                                | 1                                                | 0                                                | 0                                                |                                                  |
| 2023                               | BAL    | 17                                               | 17                                               | 42                                               | 24                                               | 18                                               | 1,0                                              | 2                                                | 0                                                | 0                                                | 0                                                | 0                                                | 1                                                | 2                                                | 0                                                |                                                  |
| 2024                               | BAL    | 11                                               | 1                                                | 19                                               | 6                                                | 13                                               | 2,0                                              | 2                                                | 1                                                | 6                                                | 6                                                | 0                                                | 0                                                | 0                                                | 0                                                |                                                  |
| Gesamt                             | Gesamt | 99                                               | 59                                               | 238                                              | 136                                              | 102                                              | 9,5                                              | 6                                                | 1                                                | 6                                                | 6                                                | 0                                                | 3                                                | 6                                                | 0                                                |                                                  |
| Quelle: pro-football-reference.com |        |                                                  |                                                  |                                                  |                                                  |                                                  |                                                  |                                                  |                                                  |                                                  |                                                  |                                                  |                                                  |                                                  |                                                  |                                                  |